# Берёзовая Поляна (Башкортостан)
Берёзовая Поляна (баш. Берёзовая Поляна) — деревня в Благовещенском районе Республики Башкортостан Российской Федерации. Входит в состав Старонадеждинского сельсовета. 

## География

### Географическое положение
Находится на правом берегу реки Уфы.
Расстояние до:
- районного центра (Благовещенск): 49 км,
- центра сельсовета (Ахлыстино): 3 км,
- ближайшей ж/д станции (Загородная): 46 км.

## Население
| 2002 | 2009 | 2010 |
| ---- | ---- | ---- |
| 27   | ↘24  | ↗27  |